# Sant Celoni (stacja kolejowa)
Calella (hiszp. Estación de San Celoni, kat. Estació de Sant Celoni) – stacja kolejowa w miejscowości Sant Celoni, we wspólnocie autonomicznej Katalonia, w prowincji Barcelona, w Hiszpanii.
Obsługuje połączenia średniego zasięgu Renfe oraz linii R2 Rodalies Barcelona.

## Położenie
Znajduje się na linii Barcelona – Cerbère, w km 50,5, na wysokości 150 m n.p.m.

## Historia
Stacja została otwarta 27 sierpnia 1860 wraz z uruchomieniem odcinka Granollers – Empalme (znajduje się w Massanet). Prace były prowadzone przez Compañía de los Caminos de Hierro de Barcelona a Granollers. Następnie przeszła pod zarząd TBF w 1875. W 1889 roku, nastąpiło połączenie TBF z MZA. Od 1941, w wyniku nacjonalizacji kolei w Hiszpanii stała się częścią RENFE.

## Linie kolejowe
- Barcelona – Cerbère